# Onychoprion
Az Onychoprion a madarak osztályának lilealakúak (Charadriiformes) rendjébe és a sirályfélék (Laridae) családjába tartozó nem.

## Rendszerezésük
A nemet Johann Georg Wagler német ornitológus írta le 1832-ben, jelenleg az alábbi 4 faj tartozik ide:
- bering-tengeri csér (Onychoprion aleuticus)
- füstös csér (Onychoprion fuscatus)
- szürkehátú csér (Onychoprion lunatus)
- álarcos csér (Onychoprion anaethetus)